# Super Nintendo Entertainment System
A Super Nintendo Entertainment System (röviden Super Nintendo, Super NES vagy SNES) egy 16 bites játékkonzol, melyet a Nintendo adott ki Észak-Amerikában, Európában, Ausztráliában és Dél-Amerikában, 1990 és 1993 között. Japánban és Délkelet-Ázsiában Super Famicom (スーパーファミコン) néven árulták, Dél-Koreában pedig a Hyundai terjesztette Super Comboy (슈퍼 컴보이) néven. Bár technikailag a készülékek megegyeznek, a különböző régiók típusai nem kompatibilisek egymással, a beépített régiókód-kezelés miatt.
A Super Nintendo a Nintendo második otthoni konzolja, a Nintendo Entertainment System (NES) utódja. A konzol az akkori időben a legfejlettebb grafikai és zenei képességekkel bírt, ezek mellett sok segédcsipet integráltak bele, melyekkel sokáig versenyképes tudott maradni.
A konzol világsiker lett, a viszonylag késői indulása és a Sega Mega Drive-val való éles versengése ellenére is a 16 bites korszak legtöbbet eladott játékkonzoljává vált. Sokak számára a SNES jelenti a videójátékok „aranykorát” a sok, játéktípusokat megalapozó címeivel és ezek kreatív, nagyszerű játékmeneteivel. A SNES népszerűsége töretlen maradt még a 32 bites korszakban is, és bár a Nintendo már nem nyújt hozzá támogatást, továbbra is kedvelt a rajongók, gyűjtők, retro játékosok és emulátorosok körében, sok házi készítésű (homebrew) ROM készül hozzá.

## Történet
Az NEC cég
1987-ben adta ki a TurboGrafx-16 nevű konzolt, mellyel a népszerű NES-szel kívánt versenybe szállni. Egy évvel később a Sega is csatlakozott a versenyhez az új Mega Drive/Genesis konzollal. Ezek már 16 bites architektúrájú rendszerek voltak, technikailag szinte mindenben megelőzték a 8 bites Nintendo-t, de még így is kellett pár év, mire a Sega végül meg tudta törni az egyeduralmat. Ezt látva kezdett bele a Nintendo egy új, 16 bites konzol tervezésébe.

### Kiadás

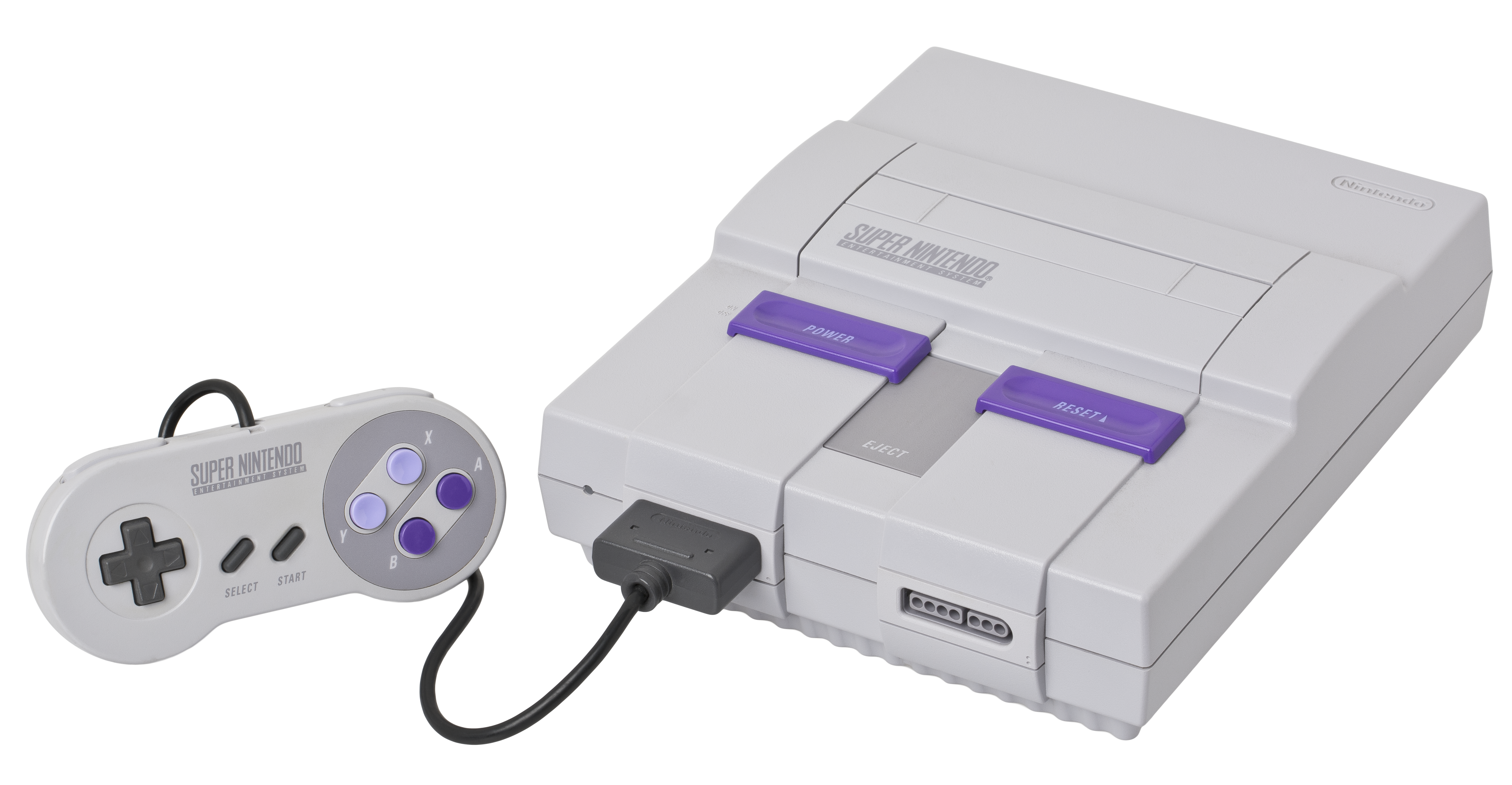
Az NTSC verziós SNES és kontroller

Az eredeti Famicom-ot is tervező Masayuki Uemura tervezte a Super Famicomot, melyet végül 1990. november 21-én, szerdán adtak ki Japánban. Azonnali siker lett: órák alatt elfogyott a kezdeti 300 000 darabos készlet, melyből komoly társadalmi zavargások lettek. A japán kormány ettől kezdve felszólította a játékfejlesztőket, hogy csak hétvégeken jelentessenek meg nagyobb címeket. A megjelenés még a jakuzák érdeklődését is felkeltette, ezért csak éjszaka szállították az üzletekbe az árut. A Super Famicom gyorsan megelőzte riválisait, és a Nintendo újra piacvezetővé vált. Sikerét annak is köszönhette, hogy sok nagynevű külső fejlesztőcég maradt náluk, mint a Capcom, Konami, Tecmo, Square, Enix és Koei.
A Nintendo 1991 szeptemberében adta ki Amerikában a kissé újratervezett Super Nintendo Entertainment System-et. Európában először az Egyesült Királyságban majd Németországban jelent meg 1992 tavaszán. A PAL verzió külsőleg a Super Famicom design-ját használja. Brazíliában egyszerre jelent meg 1993-ban a NES és a SNES, ahol a Playtronic forgalmazta.
A konzol eleinte csak kevés játékkal rendelkezett, de ezeket nagyon jól fogadta a nagyközönség. Japánban először csak a Super Mario World és az F-Zero volt kapható. Amerikában és Európában a Super Mario World alapból a konzolhoz volt csomagolva, a kezdeti címek pedig az F-Zero, Pilotwings (ezek demonstrálták a konzol „Mode 7” nevű pszeudo-3D-s megjelenítését), SimCity és Gradius III.

### Konzolháború
Az 1990-es évek elején kialakult Nintendo és Sega közötti rivalizálás a játéktörténelem leghevesebb konzolháborújához vezetett. A Sega a saját konzolját állította be "menőnek" és éles reklámkampányt folytatott, melyben a Nintendo-t támadta és a felnőtt lakosságot célozta meg a korhatárosabb játékaival. Bár a Genesis nagy fölénnyel indult (több játék, alacsonyabb ár), 1992-ben is csak fele-fele arányban részesedett a két nagyvállalat és egyik konzol sem tudott nagyon előretörni. Végül mégis a SNES került ki győztesen, uralva a 16 bites korszakot és jócskán belenyúlva a 32 bitesbe is népszerű maradt.

### Szemléletváltás
A NES korszak alatt a Nintendo kizárólagos jogokkal rendelkezett a külső fejlesztők játékain, és nagyban szabályozta, hogy hány és milyen játékok jelenhetnek meg a konzolon. A Sega belépésével viszont a külső stúdiók már mindkét konzolra fejlesztettek.
A Nintendo erősen cenzúrázta is a kiadott játékait, korlátozta a megjeleníthető erőszak mennyiségét. Egy bizonyos Mortal Kombat című játék aztán mindent megváltoztatott. A játék az 1992-es hirtelen játéktermi sikerét a rendkívül véres támadásoknak és kivégzőmozdulatoknak köszönhette. Mivel a Sega, a Nintendoval ellentétben nem cenzúrázta a tartalmát, a Genesis-es változata messze sokkal sikeresebb lett.
A játékbeli erőszak persze egyre jobban aggasztotta a kormányt is, ezért létrehozták az Interactive Digital Software Association-t és az Entertainment Software Rating Board-ot (ESRB), mely értékeli a játékokat és a borítókon feltünteti a besorolását. Ennek hatására már a Nintendo sem cenzúrázta játékait, így a Mortal Kombat II-t sem, amelynek ezúttal a SNES változatából fogyott több.

### 32 bites korszak és utóélet
Bár a legtöbb cég továbblépett a 32 bites rendszerekre, a Rare és a Nintendo együtt bebizonyította, hogy a SNES továbbra is versenyképes. 1994 novemberében adta ki a Rare a Donkey Kong Country-t, egy platform játékot mely előre-renderelt 3D-s textúrákat mutatott be. Részletes grafikájával és minőségi zenéjével a Donkey Kong Country majdhogynem egy szinten állt a modernebb, 32 bites, CD-alapú konzolok látványával. 1994 utolsó 45 napján 6.1 millió darabot adtak el belőle, ezzel megdöntötte az addigi leggyorsabb eladási rekordot. Ez egyben üzenet is volt a korai 32 bites rendszereknek, hogy nem sok újat tudnak mutatni a SNES-hez képest, egyben segítette a még fejlettebb konzolok létrehozását.
1997 októberében a Nintendo kiadta a SNES egy újratervezett változatát, csomagolva hozzá a Yoshi’s Island játékot. Ez a típus karcsúbb és könnyebb az eredeti változatnál, de hiányzik belőle S-Video és RGB kimenet. Japánban is kiadtak egy hasonló típust, Super Famicom Jr. néven.
Amerikában 1999-ben hagyták abba a SNES forgalmazását, Japánban viszont egészen 2003-ig gyártották és egészen 2000-ig jelentek meg rá hivatalos játékok. Később sok SNES klasszikust portoltak át a Game Boy Advance-re, amely hasonló hardverrel rendelkezett. 2005-ben bejelentették, hogy sok SNES játékot tesznek letölthetővé a Wii Virtual Console-ján. 2007-től kezdve alkatrészhiány miatt a Nintendo többé nem javít elromlott Super Famicom-ot vagy SNES-t.

## Emuláció
A NES-hez hasonlóan a SNES-nek is nagy emulátoros rajongói köre lett. 1994-től kezdve dolgoztak emulátorprogramokon, melyek közül a Super Pasofami volt az első működőképes. Később két különálló projekt, a Snes96 és Snes97 egyesült Snes9x néven. 1997-től indult el a ZSNES című projekt is, a mai napig is ez utóbbi két program a legnépszerűbb, a fejlesztésük pedig folyamatosan zajlik.
A Nintendo mindig is keményen fellépett a ROM-ok terjesztése és az emulátorhasználat ellen, mivel ez szerintük szoftverkalózkodásnak minősül. A terjesztők jellemzően azzal védekeznek, hogy mindenkinek joga van biztonsági másolatot készíteni a ROM-ról, ráadásul a kazetták már nagyon ritkák és sérülékenyek. Sokan fejlesztenek házi készítésű (homebrew) SNES ROM-okat is. A Nintendo erőfeszítései ellenére továbbra is gyorsan és könnyen terjednek az Interneten a visszafejtett és bedigitalizált ROM-képek.

## Technikai jellemzők

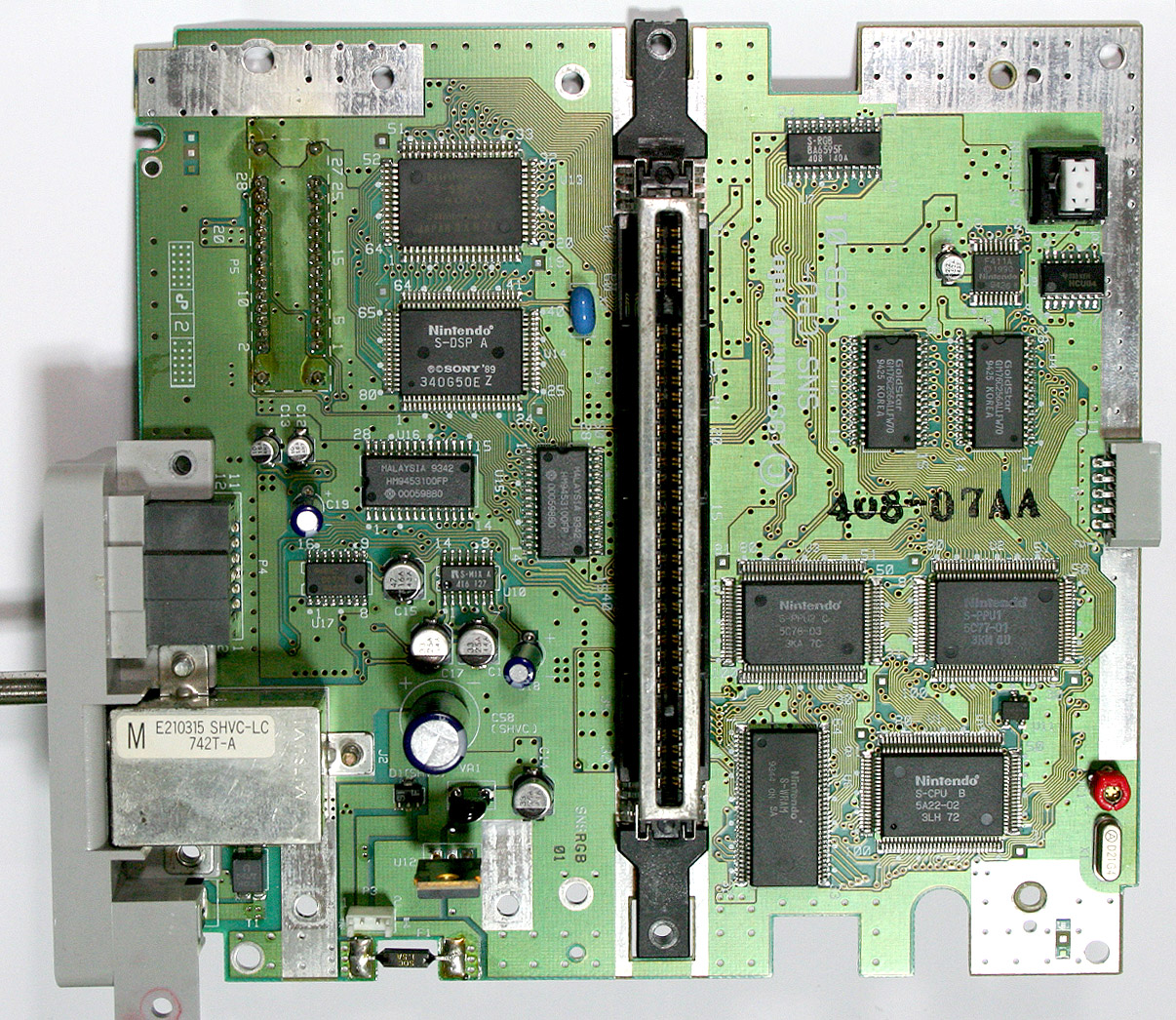
A SNES alaplapja

A SNES architektúrája erőteljes grafikai és hang társprocesszorokat (koprocesszorokat) foglal magába, mely részletes grafikát, Mode 7-es ál-3D megjelenítést és magas hangminőséget eredményez, ezek tekintetében jóval fejlettebb riválisainál. A kazettákba további segédchipek is ültethetők a teljesítmény fokozásához.
CPU:
- Processzor: Saját, 16 bites 65C816 alapú Ricoh 5A22 processzor
- Órajel: 3,58 MHz (NTSC), 3,55 MHz (PAL)
- Buszok: egy 24 és egy 8 bites címbusz, 8 bites adatbusz
- Egyéb: DMA és HDMA, időzített IRQ, párhuzamos I/O feldolgozás, hardveres szorzó/osztó egység

Video:
- Felbontás: 256x224, 512x224, 256x239, 512x239 (progresszív) vagy 512x448, 512x478 (összefűzött)
- Pixelmélység: 2,4,7 vagy 8 bpp (indexelt); 8 vagy 11 bpp (közvetlen)
- Összes szín: 32768 (15 bites)
- Ábrák száma: 128, vonalanként max. 32; legfeljebb 64x64 pixeles
- Hátterek száma: legfeljebb 4 sík; egyenként max. 1024x1024 pixeles
- Effektek: Pixelizálás (mozaik) hátterenként, szín hozzáadás/elvétel, ablak-nyírás, görgetés, Mode 7-es mátrixműveletek

Audio:
- Processzor: Sony SPC700, Sony DSP
- Órajel: 1,024 MHz

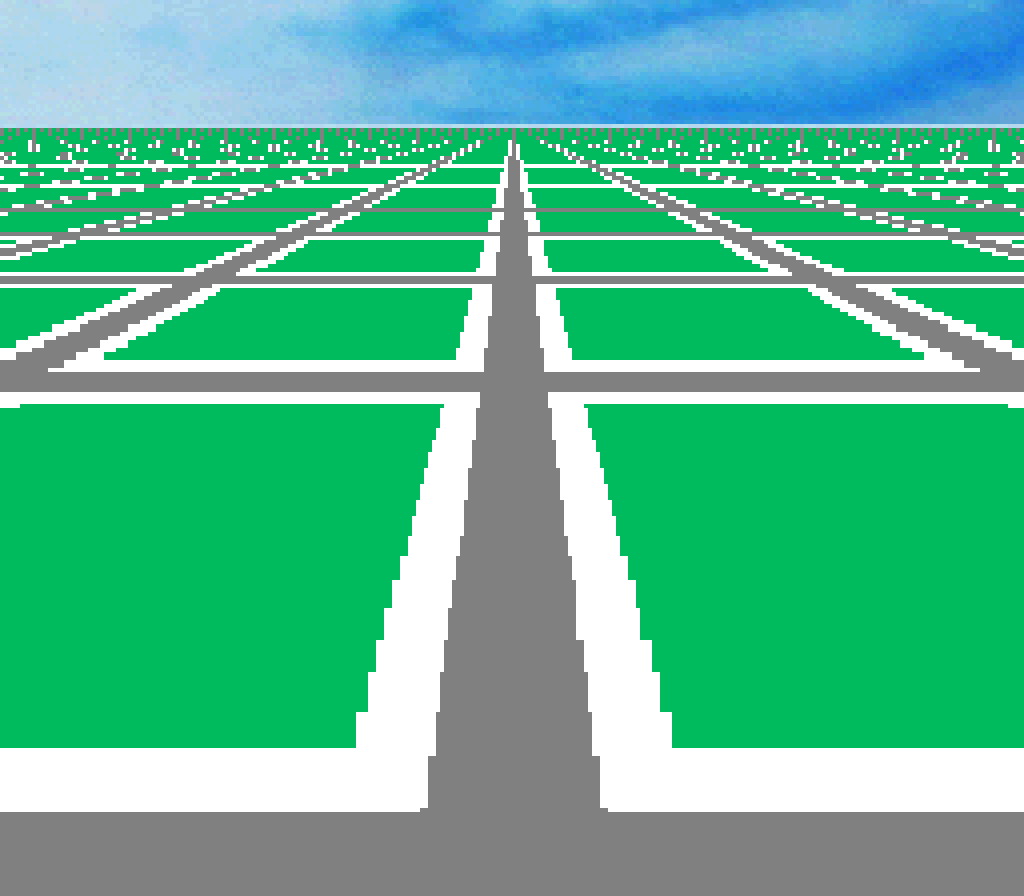
Tesztképernyő a Mode> 7-es ál-3D megjelenítésről

- Formátum: 16 bites ADPCM, 8 csatorna
- Kimenet: 32 KHz-es, 16 bites sztereó
- Effektek: ADSR burkológörbe-vezérlés, frekvenciaosztás és –moduláció (Gauss-interpolációval), visszhang, zajgenerálás

Memória:
- Fő RAM: 128 KiB DRAM
- Video RAM: 64 KiB fő RAM, 512+32 bájt ábra RAM, 256x15 bit színárnyalat RAM
- Audio RAM: 64 KiB

### Játékkazetták
Bár a SNES 128 Mibitet  (azaz 16 mebibájtot, 24 bites címzéssel) képes megcímezni, csak 117,75 Mibit használható a ROM-okhoz. Ettől függetlenül a memóriavezérlője csak kb. 32 Mibit-ig képes kezelni a címzést. Ezt igazából nem is használták ki, a legnagyobb méretű kiadott játékok (Tales of Phantasia és Star Ocean) 48 Mibit-esek, míg a legkisebbek mérete alig 2 Mibit. A ROM mellett sok kazetta tartalmaz SRAM-ot is a mentésekhez, illetve néhány játéknál segédchipeket is beépítettek.

## Perifériák

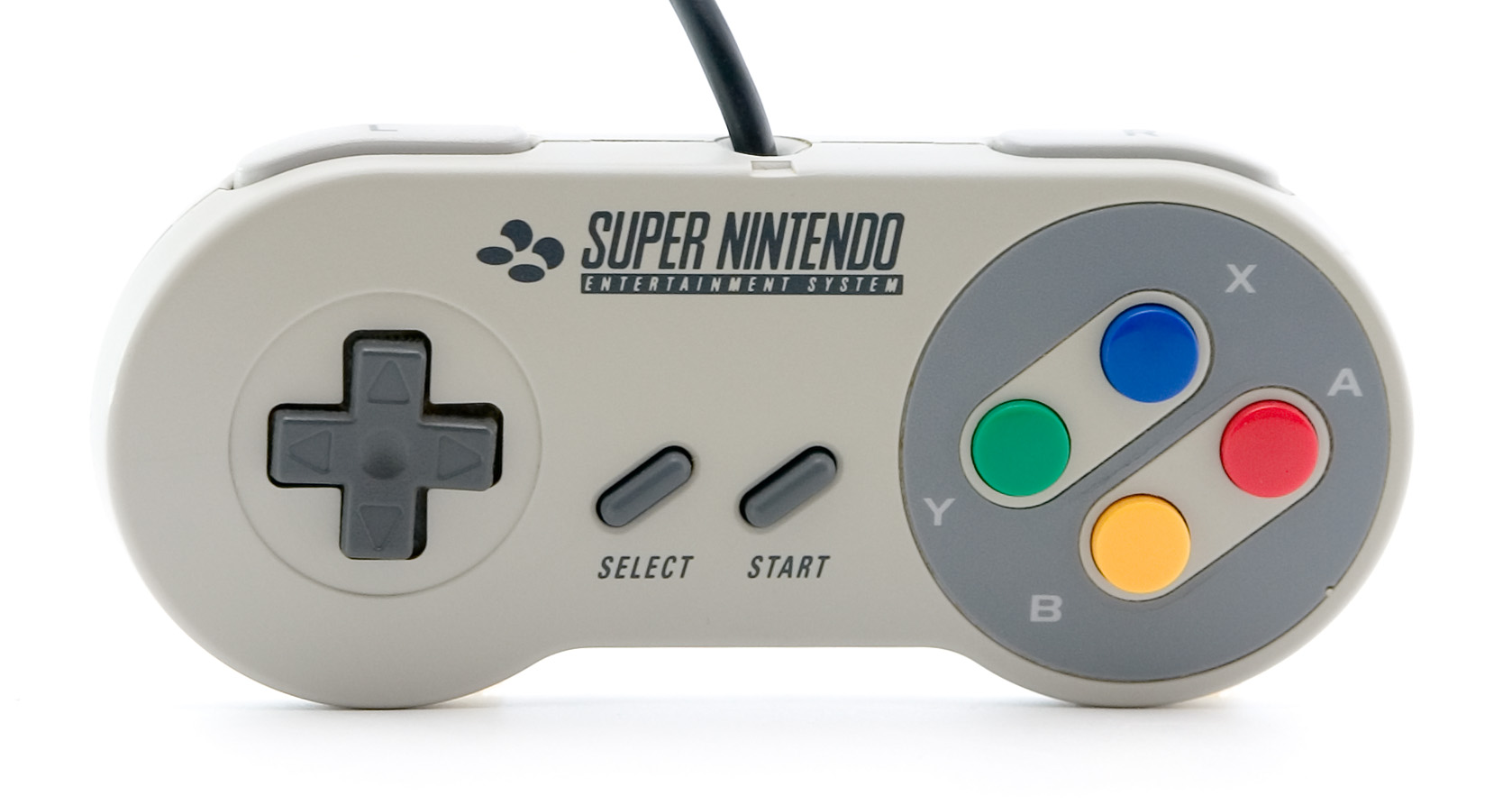
A PAL verziós kontroller

A szokásos SNES kontroller 2 fő gombot ad hozzá az eredeti NES design-hoz, a 4 gombot rombusz alakban elhelyezve, továbbá két vállgombot is. A formáját ergonomikusra tervezték, és a későbbi NES-102 modellnél is ezt használták fel. A japán és PAL verziós változaton a 4 gomb a konzol logójának színeit viseli, míg az amerikai változaton (igazodva a konzolhoz) halvány-és sötétlila színűek, a felső két gomb pedig enyhén konkáv formájú. Sok későbbi konzol kontrollerének alapjául szolgált ez az elrendezés, ilyen pl. a Playstation, PS2, PS3, PlayStation 4, Dreamcast, Xbox, Xbox 360, Xbox One és a Wii (Classic Controller) is.
Számos egyéb kiegészítő is megjelent a konzolhoz, mint a Super Scope fénypuska, vagy a Super Advantage joystick, ezek mind NES-hez megjelent elődökre hasonlítanak. A Mario Paint-tel együtt megjelent a SNES egér is.
A SNES nem kompatibilis a NES játékaival és adaptert sem adtak ki hozzá, viszont a Super Game Boy adapter lehetővé teszi a Game Boy-os játékok lejátszását. Külső cégek kiadtak biztonsági másolat-készítő eszközöket is, de ezeket a legtöbben inkább kalózkodásra használták.
Csak Japánban adták ki a Satellaview című kiegészítőt. Ez egy modem, mellyel egy bizonyos frekvenciára kapcsolódva a játékosok különleges tartalmakat és új játékokat tölthettek le, amiket megszabott időpontokban sugároztak. Ez a szolgáltatás 1995 és 2000 között működött. Amerikában egy hasonló, de rövidéletű szolgáltatás volt az XBAND, mellyel a játékosok egy betárcsázós modemmel hálózatban játszhattak egymás ellen.
A SNES élete alatt a Nintendo két céggel is próbálkozott CD-alapú kiegészítőt fejleszteni a konzolhoz (a Sega CD-hez hasonlóan), de a Sony-val és a Philips-szel való tárgyalások is eredménytelenek lettek. A Sony végül maga kezdett fejleszteni egy CD-alapú konzolt, amely később a Playstation lett, a Philips pedig engedélyt kapott néhány Nintendo-s licenc használatára a saját CD-i konzoljához.

## Segédchipek

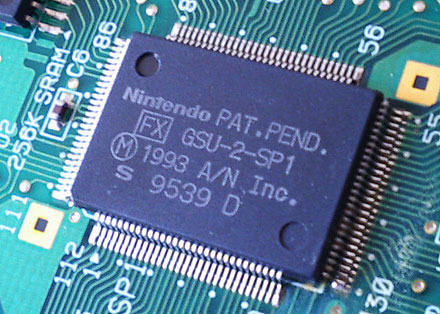
SuperFX segédchip a Yoshi's Island kazettájából

Ahelyett, hogy új CPU-t tervezzenek a konzolba, ami hamar elavulhat, a fejlesztők úgy döntöttek, hogy inkább a játékok kazettáiba építenek be segédchipeket, ha szükségesek. A leghíresebb ilyen chip, a SuperFX, ami egy RISC CPU a központi CPU által kevésbé támogatott függvények kezeléséhez. Ezt elsősorban egyszerű, poligoniális 3D-megjelenítésre és egyéb fényeffektekre használták (pl. Star Fox), de a 2D-s játékokat is fel lehetett javítani vele (pl. Yoshi’s Island). Számos más segédchipeket is alkalmaztak a fejlesztőcégek, általában egy bizonyos címhez, az egyetlen megkötés csak az volt, hogy sebességben ne lépje túl a központi CPU-t.

## Piaci részesedés
Világszerte összesen 49.1 millió Super Nintendot értékesítettek, ebből 23.35 milliót Amerikában és 17.17 milliót Japánban. Bár messze elmaradt az elődjének 61.9 milliós eladásától, így is a 16 bites korszak legtöbbet eladott konzolja lett. Hosszú versengés után jóval mögötte végzett a Sega Mega Drive (39 millió) és a TurboGrafx-16 (10 millió)

## Fordítás
Ez a szócikk részben vagy egészben  a   Super Nintendo Entertainment System című angol Wikipédia-szócikk fordításán alapul.  Az eredeti cikk szerkesztőit annak laptörténete sorolja fel. Ez a jelzés csupán a megfogalmazás eredetét és a szerzői jogokat jelzi, nem szolgál a cikkben szereplő információk forrásmegjelöléseként.

### Könyvek
- Kent, Steven L.. The Ultimate History of Video Games: The Story Behind the Craze that Touched our Lives and Changed the World. Roseville, California: Prima Publishing (2001). ISBN 0-7615-3643-4
- Sheff, David. Game Over: How Nintendo Zapped an American Industry, Captured Your Dollars, and Enslaved Your Children, First, New York: Random House (1993). ISBN 0-679-40469-4
- Super NES Programming (angolul)